# Gerrit Jacobus van der Flier
Gerrit Jacobus van der Flier (Nijkerk, 27 december 1841 - Den Haag, 25 december 1909) was een protestants predikant in Nederland. Hij was hervormd predikant in Leimuiden.
Van 1 mei 1894 tot zijn sterfjaar 1909 was Van der Flier de Nederlandse hofpredikant.  Als zodanig was hij verantwoordelijk voor de belijdenis van Koningin Wilhelmina op 24 oktober 1896 en voor de huwelijksdienst van Wilhelmina met prins Hendrik van Mecklenburg-Schwerin op 7 februari 1901.
Van der Fliers zonen Abraham en Gerrit Jacobus (exacte naamgenoot) werden ook predikant. Zoon Marius Jacobus werd jurist en is medeoprichter en voorzitter van de Nederlandse Reisvereniging (NRV) geweest.
- Biografisch Portaal: 37467315
- Digitale Bibliotheek voor de Nederlandse Letteren: flie005
- International Standard Name Identifier: 0000 0003 9165 8774
- Nederlandse Thesaurus van Auteursnamen: 097171905
- Virtual International Authority File: 285510070
- WorldCat: E39PBJxMmtJTDbTKyJdGQHmPQq